# The Very Best of Rondò Veneziano
The Very Best of Rondò Veneziano è una raccolta dei Rondò Veneziano. 

## Tracce
1. La Serenissima (theme from Venice in Peril) (Gian Piero Reverberi e Laura Giordano) - 2:19
2. Così fan tutte (Wolfgang Amadeus Mozart e Ivano Pavesi) - 4:10
3. Magica melodia (Gian Piero Reverberi e Ivano Pavesi) - 3:27
4. Fantasia veneziana (in la maggiore) (Gian Piero Reverberi e Laura Giordano) - 3:29
5. San Marco (Gian Piero Reverberi e Laura Giordano) - 3:24
6. Pastorale (Ludwig van Beethoven e Ivano Pavesi) - 5:08
7. Festa mediterranea (Gian Piero Reverberi e Laura Giordano) - 2:29
8. Divertissement (Gian Piero Reverberi e Ivano Pavesi) - 3:20
9. Visioni di Venezia (Gian Piero Reverberi e Ivano Pavesi) - 4:00
10. Prestige (Gian Piero Reverberi e Ivano Pavesi) - 3:25
11. Misteriosa Venezia (Gian Piero Reverberi e Laura Giordano) - 3:07
12. Perle d'oriente (Gian Piero Reverberi e Laura Giordano) - 2:46
13. Inverno (Antonio Vivaldi e Ivano Pavesi) - 3:17
14. Casanova (Gian Piero Reverberi e Laura Giordano) - 3:09
15. Splendore di Venezia (Gian Piero Reverberi e Ivano Pavesi) - 2:39
16. Pulcinella (Gian Piero Reverberi e Laura Giordano) - 4:02
17. Rêverie (Gian Piero Reverberi e Ivano Pavesi) - 3:09
18. Miniature (Gian Piero Reverberi e Ivano Pavesi) - 3:05
19. Carrousel (Gian Piero Reverberi e Ivano Pavesi) - 3:33
20. Venezia lunare (Gian Piero Reverberi e Ivano Pavesi) - 3:28
21. Rondò veneziano (Gian Piero Reverberi e Laura Giordano) - 3:27